# Бхубанешвари

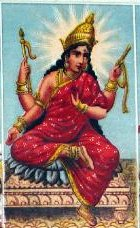
Богиня Бхубанешвари

В индуизме Бхубанешвари является четвёртой из десяти богинь Дашамахавидья, как элементы физической вселенной, давая форму для создания мира. Бхубанешвари рассматривается как высшая богиня, которая создает все и уничтожает все ненужное зло мира. Она также рассматривается как матерь богини Кали, Лакшми, Сарасвати и Гаятри. В индуистской мифологии она считается самой мощной богиней Вселенной.

## Этимология
Этимология имени связана со словосочетанием «та, чьё тело есть мир».

## Изображение и значение символов
Богиня Бхубанешвари это прекрасная, юная, улыбающая богиня с грудями, полными молока, которым она питает все три мира, изображается сидящей на красном лотосе. Её обнаженное тело украшают разноцветные жемчуга, голову — драгоценная корона. О ней говорится, что она есть «треугольник» (символ йони), и третий глаз появился у Шивы якобы для того, чтобы лучше видеть её и наслаждаться её красотой.
У Бхубанешвари много рук, в которых она держит различные виды оружия, а двумя изображает защищающий и дарующий жесты. Она одаривает своих почитателей магической силой привлекать к себе людей (особенно противоположного пола) и контролировать их, а также превращать свои желания и слова в действительность.

## Культ
Есть несколько храмов, посвященных Бхубанешвари по всей Индии, однако, наиболее важным считается Шакти-пита, который находится в городе Наинативу (англ.) — у берегов полуострова Джафна на севере Шри-Ланки. Также она рассматривается в качестве основного шакти храма Лингараджа в Бхубанешваре.